# التسلسل الزمني لتاريخ الأناضول
انظر تاريخ تركيا. انظر أيضًا الحثيون والتسلسل الزمني لكل من سلاجقة الروم والدولة العثمانية والجمهورية التركية.

## ألفية 2 ق م
| السنة    | التاريخ | الحدث                                                                                             |
| -------- | ------- | ------------------------------------------------------------------------------------------------- |
| 1600 ق م |         | تأسست الإمبراطورية الحيثية في منطقة الأناضول وعاصمتها حتوساس بالقرب من بوغاز كوي الحالية بتركيا.  |
| 1590 ق م |         | غزا الملك الحيثي مورشيلي الأول بلاد الرافدين واجتاح مدينة بابل، ووضع حدًا للأموريون سلالة حمورابي. |
| 1346 ق م |         | بلغت الإمبراطورية الحثية ذروتها تحت حكم سابيليوليوما الأول.                                       |
| 1274 ق م |         | معركة قادش بين الإمبراطورية الحيثية والمملكة المصرية الحديثة.                                     |
| 1178 ق م |         | انهيار الإمبراطورية الحيثية، وانقسامها إلى عدة دول حثية سورية مستقلة.                             |

## ألفية 1 ق م
| السنة       | التاريخ     | الحدث |
| ----------- | ----------- | --- |
| 499–493 ق م |             | الثورة الإيونية: تمرد عسكري من المناطق اليونانية في الأناضول ضد حكم الإمبراطورية الفارسية، وبالنهاية سحقت الثورة.                                                                  |
| 334 ق م     |             | عبر الإسكندر المقدوني هيلسبونت نحو آسيا وفي تركيا الحالية. |
| 334 ق م     | مايو        | هزم الإسكندر المقدوني جيوش الإمبراطورية الأخمينية في معركة الغرانيكوس (حاليًا بيكاجاي).                                                                                             |
| 333 ق م     | 5 نوفمبر    | هزم الإسكندر المقدوني الجيوش الأخمينية في معركة إسوس. |
| 323 ق م     | 10/11 يونيو | توفي الإسكندر المقدوني في بابل، مما أدى إلى انقسام إمبراطوريته بما فيها تركيا الحالية بين جنرالاته في معاهدة تُعرف باسم تقسيم تريباراديسوس.                                         |
| 133 ق م     |             | غزت الإمبراطورية الرومانية الأناضول، فأصبحت تعرف بمقاطعة آسيا الرومانية. وقد ازدهرت المنطقة تحت الحكم الروماني، وتم بناء الطرق والبنى التحتية وتحسينها وازدهار المجتمعات الساحلية. |

## ألفية 1
| السنة   | التاريخ   | الحدث |
| ------- | --------- | --- |
| 324     |           | اختار الإمبراطور الروماني قسطنطين الأول بيزنطة (التي عُرفت لاحقًا باسم القسطنطينية وإسطنبول حاليًا) لتكون العاصمة الجديدة للإمبراطورية الرومانية، وأعاد تسميتها إلى روما الجديدة [الإنجليزية]. |
| 324     |           | أصبح قسطنطين الأول أول إمبراطور روماني يعتنق المسيحية. |
| 360     | 15 فبراير | تم تكريس كنيسة آية صوفيا لأول مرة من الأسقف الآريوسي يودوكسيوس الأنطاكي. |
| 476     |           | أصبحت الأناضول جزءًا من الإمبراطورية البيزنطية مع انهيار الإمبراطورية الرومانية. |
| 674–678 |           | بدأت الدولة الأموية بأول حصار إسلامي للقسطنطينية، لكن الحصار فشل. |
| 717–718 |           | الحصار الأموي الثاني للقسطنطينية إلا أن الحصار فشل أيضًا. |
| 863     |           | بداية عودة البيزنطيين مع ظهور السلالة المقدونية، فاستعادوا معظم الأراضي التي أخذها المسلمون.                                                                                                |

## القرن 11
| السنة | التاريخ | الحدث |
| ----- | ------- | --- |
| 1071  |         | هزيمة الإمبراطور البيزنطي رومانوس الرابع ديوجينيس أمام ألب أرسلان سلطان السلاجقة في معركة ملاذكرد بالقرب من موش في أرمينيا التاريخية شرق الأناضول. |
| 1077  |         | تم تعيين سليمان الأول حاكما على الأراضي السلجوقية في الأناضول، لكنه استقل عنها وأسس دولة. وجعل عاصمته إزنيق (نيقيا) في محافظة بورصة الحالية شمال غرب الأناضول. |
| 1081  |         | أسس چاقا بيه الأزميري (إمارة) في إزمير، غرب الأناضول وبرزت كونها أول قوة بحرية في التاريخ التركي. |
| 1084  |         | احتل سليمان بن قتلمش أنطاكية. |
| 1086  |         | حاول سليمان إضافة الشام إلى سلطنته، لكنه قتل على يد ابن عمه تتش بن ألب أرسلان في معركة عين سالم [الإنجليزية]. |
| 1092  |         | قلج أرسلان الأول (1092–1107) |
| 1096  |         | هزم قلج أرسلان الأول حملة الفقراء الصليبية بقيادة والتر المفلس وبطرس الناسك بمعارك كسري كوردون وسيفيتوت في شمال غرب الأناضول. |
| 1097  |         | تمكنت الحملة الصليبية الأولى بقيادة بوهيموند الأول وجودفري وأديمار من لو بوي من هزيمة قلج أرسلان الأول مرتين، أولاً في معركة نيقية ثم في معركة ضورليم (بالقرب من إسكي شهر الحالية، وسط الأناضول). وسقطت العاصمة نيقية أمام البيزنطيين الذين استعادوها بمساعدة الحملة الصليبية الأولى. وبعد بضع سنوات أصبحت قونية العاصمة الجديدة. |
| 1100  |         | نجح كمشتكين أمير الدانشمنديون من أسر بوهيموند الأول في معركة ملطين 1103. |

## القرن 12
| Year     | Date | Event |
| -------- | --- | --- |
| عقد 1100 | | شهدت الإمبراطورية البيزنطية نهضة في القرن الثاني عشر [الإنجليزية] في إحياء الفن والعمارة والنشاط الاقتصادي. |
| 1101     | | هزم قلج أرسلان سلطان سلاجقة الروم كلا من ستيفن بلوا وهيو كونت فرماندوا في الموجة الثانية من الحملة الصليبية الأولى في معركة مرسيفان بالقرب من مرزيفون بمحافظة أماسيا وسط الأناضول.                                                         |
| 1107     | | حاول قلج أرسلان أن يحتل الموصل ولكنه هزم بالمعركة. |
| 1110     | | استمر ملك شاه بن قلج أرسلان أو شاهين شاه (1107-1116) في صراعه المستمر مع الحملات الصليبية ما أضعف الدولة. |
| 1116     | | خضع سلطان سلاجقة الروم مسعود الأول (1116-1156) في السنوات الأولى من حكمه لهيمنة الدانشمنديون. |
| 1142     | | عادت سلطنة سلاجقة الروم إلى الساحة الإقليمية بعد وفاة ملك محمد غازي الدانشمندي، فأضحت القوة الرائدة في الأناضول للمرة الثانية. |
| 1147     | | هزم مسعود الأول سلطان سلاجقة الروم الإمبراطور الروماني المقدس كونراد الثالث في معركة ضورليم الثانية من الحملة الصليبية الثانية (بالقرب من إسكي شهر الحالية)                                                                                |
| 1147     | لويس السابع ملك فرنسا في معركة جبل قدموس في الحملة الصليبية الثانية، (بالقرب من دنيزلي الحالية بغرب الأناضول). | |
| 1156     | | قلج أرسلان الثاني (1156–1192) |
| 1176     | | هزم قلج أرسلان الثاني البيزنطيين بقيادة مانويل كومنينوس في معركة ميريوكيفالون. (احتمال بالقرب من جيوريل، محافظة دنيزلی، غرب الأناضول). |
| 1178     | | ضم قلج أرسلان الثاني الإمارة الدانشمندية. (سيواس والأراضي المحيطة بها بوسط الأناضول). وبسقوطها لم يعد في بلاد الأناضول من دولة إسلامية سوى دولة سلاجقة الروم.                                                                              |
| 1186     | | قسّم قلج أرسلان الثاني الدولة إلى 11 مقاطعة، يحكم كل مقاطعة أحد أبنائه. |
| 1190     | | اجتاز الإمبراطور الروماني المقدس فريدريك الأول بربروسا من الحملة الصليبية الثالثة غرب الأناضول، وهزم السلاجقة في معركة قونية في جنوب الأناضول، واحتل العصمة قونية مؤقتا. ولكنه غرق أثناء عبوره نهر جوكسو بالقرب من سليقية في محافظة مرسين. |
| 1192     | | عهد كيخسرو الأول (1192–1196) |
| 1194     | | بعد انهيار دولة السلاجقة، أصبحت السلطنة الرومية الفرع الوحيد الباقي منهم. |
| 1196     | | سليمان شاه الثاني (1196–1204) |

## القرن 13
| السنة | التاريخ | الحدث |
| ----- | --- | --- |
| 1202  | | ضم سليمان شاه الثاني إمارة بنو سلدق (أرضروم والأراضي المحيطة بها في شرق الأناضول).                                                                                           |
| 1202  | هزمت مملكة جورجيا سليمان الثاني في معركة باسيان. | |
| 1204  | | حكم قلج أرسلان الثالث (1204–1205). |
| 1205  | | عهد كيخسرو الأول الثاني (1205–1211 المرة الثانية). |
| 1207  | | الاستيلاء على أنطاليا، فتم الوصول إلى البحر الأبيض المتوسط. |
| 1211  | | عهد كيكاوس الأول (1211–1220) |
| 1214  | | الاستيلاء على سينوب على ساحل البحر الأسود. |
| 1220  | | عهد كيقباد الأول (1220–1237) |
| 1221  | | الاستيلاء على ألانيا بمقاطعة أنطاليا على ساحل البحر الأبيض المتوسط. |
| 1223  | | بناء ترسانة في ألانيا، علامة على اهتمام علاء الدين كيقباد بالتجارة البحرية.                                                                                                  |
| 1224  | | استولى علاء الدين كيقباد على أجزاء من الدولة الأرتقية (خربوت والأراضي المحيطة بها).                                                                                          |
| 1227  | | استولى سلاجقة الروم على سوداق في شبه جزيرة القرم، وتلك هي الحملة الخارجية الأبرز للسلاجقة لهم.                                                                               |
| 1228  | | الغزوات المغولية على خوارزم وقلعة ألموت أدت إلى تدفق اللاجئين إلى الأناضول.                                                                                                  |
| 1228  | ضم علاء الدين كيقباد إمارة منجوجك (أرزنجان والأراضي المحيطة بها) شرق الأناضول. | |
| 1230  | | هزم علاء الدين كيقباد جلال الدين منكبرتي آخر سلطان خوارزمي في معركة ياسي جمن بالقرب من أرزنجان.                                                                              |
| 1237  | | عهد كيخسرو الثاني (1237–1246) |
| 1238  | | اعدام سعد الدين كوبك وزير السلطان الذي أعدم بعض أعضاء البيت السلجوقي وأصبح الحاكم الفعلي للسلطنة.                                                                            |
| 1239  | | تمرد بابا عشق أو بابا إسحق، وتمرد معه التركمان (أوغوز) واللاجئين الخوارزميين الذين وصلوا مؤخرًا إلى الأناضول. (تم قمع الثورة بشكل دموي. لكن السلطنة فقدت سلطتها أمام المغول). |
| 1240  | | الاستيلاء على ديار بكر في جنوب شرق الأناضول. |
| 1243  | | هزم المغولي بايجو نويان سلطنة سلاجقة الروم في معركة جبل كوسه في شرق الأناضول. وبعدها أصبحت السلطنة تابعة للإلخانيين.                                                         |
| 1246  | | حكم كيكاوس الثاني (1246-1262) مع شقيقيه. لكن الحاكم الحقيقي هو الوزير بروانه الذي تزوج أرملة السلطان الراحل جورجي خاتون.                                                     |
| 1256  | | هزم المغول سلاجقة الروم في معركة سلطان خان بالقرب من سلطان خان مقاطعة قبصرية وسط الأناضول.                                                                                   |
| 1258  | | قسم المغول البلاد إلى سلطنتين. |
| 1262  | | قلج أرسلان الرابع 1260–1266 |
| 1266  | | كيخسرو الثالث 1266–1284 |
| 1277  | | تحالف شمس الدين محمد بك حاكم إمارة قرمان شبه المستقلة مع السلطان المملوكي بيبرس الذي غزا جزءًا من الأناضول.                                                                   |
| 1277  | استولى شمس الدين محمد بك على قونية وتوج تابعه جيرمي حاكمًا عليها. ولكن تدخل الإيلخانيون وأعادوا عهد كيخسرو الثالث. (خلال إقامته القصيرة في قونية، أعلن محمد باي اللغة التركية لتكون لغة رسمية في السلطنة). | |
| 1284  | | حكم غياث الدين مسعود 1284–1297 |
| 1289  | | هزم التحالف السلجوقي - الإلخاني قبائل كرمايان. |
| 1297  | | حكم كيقباد الثالث 1297–1302 |
| 1299  | | أسس عثمان الأول الإمارة العثمانية (وحسب خليل إنالجيك الخبير في التاريخ العثماني فإن السلطنة العثمانية تأسست سنة 1302 وليس 1299)                                              |

## القرن 14
| السنة | التاريخ     | الحدث |
| ----- | ----------- | --- |
| 1302  |             | حكم غياث الدين مسعود 1302–1307 (المرة الثانية)                                                                                            |
| 1302  | يوليو 27    | معركة بافيوس أول المعارك بين العثمانيين والبيزنطيين.                                                                                      |
| 1326  |             | فتح العثمانيون بورصة بعد حصارها. ومن ثم أصبحت عاصمتهم الأولى.                                                                             |
| 1329  | يونيو 10–11 | يونيو معركة بيليكانون. أكمل العثمانيون احتلالهم لبيثينيا والجزء الشمالي الغربي من الأناضول.                                               |
| 1371  | 27 سبتمبر   | معركة ماريتسا. تم احتلال معظم مقدونيا. |
| 1389  | 15 يونيو    | انتصار اعثمانيين على الصرب في معركة قوصوه. فأخذ العثمانيين معظم صربيا، إلا أن مراد الأول قد قتل في المعركة، فخلفه بايزيد الأول على الحكم. |
| 1396  | 25 سبتمبر   | معركة نيقوبوليس. واحتلال العثمانيين لمعظم بلغاريا، وانتهاء الإمبراطورية البلغارية الثانية.                                                |

## القرن 15
| السنة | التاريخ                                    | الحدث |
| ----- | ------------------------------------------ | --- |
| 1444  | 10 نوفمبر                                  | معركة فارنا. انتصار العثمانيين، ونهاية حملة فارنا الصليبية.                                                                                |
| 1453  | 29 مايو                                    | فتح القسطنطينية على يد محمد الفاتح، وقد مات الإمبراطور البيزنطي الأخير قسطنطين الحادي عشر في القتال.                                       |
| 1460  |                                            | استولى محمد الفاتح على المورة. |
| 1461  |                                            | استولى محمد الفاتح على طرابزون وأنهى امبراطوريتها.                                                                                         |
| 1461  | ضمت أراضي بنو جاندار إلى الدولة العثمانية. | |
| 1462  |                                            | بدأ محمد الفاتح في بناء قصر طوب قابي. |
| 1463  |                                            | غزا العثمانيون البوسنة. |
| 1473  |                                            | معركة أوتلق بلي؛ هزم محمد الفاتح أوزون حسن سلطان آق قويونلو.                                                                               |
| 1475  |                                            | استولى كدك أحمد باشا على كافا. أصبحت القرم تابعة للعثمانيين.                                                                               |
| 1478  |                                            | تم الاستيلاء على ألبانيا. |
| 1480  |                                            | استولى كدك أحمد باشا على أوترانتو، في الطرف الجنوبي الشرقي لإيطاليا لتكون قاعدة لمزيد من الهجمات على إيطاليا (أخليت بعد وفاة محمد الفاتح). |
| 1481  | 3 مايو                                     | وفاة محمد الفاتح واعتلاء بايزيد الثاني. |
| 1482  |                                            | استولى العثمانيين على الهرسك. |
| 1498  |                                            | تم الاستيلاء الجبل الأسود. |

## القرن 16
| السنة     | التاريخ  | الحدث |
| --------- | -------- | --- |
| 1514      |          | معركة جالديران؛ هزم سليم الأول إسماعيل الصفوي، فأضحى شرق الأناضول وكردستان لأول مرة تحت السيطرة العثمانية.                                    |
| 1516      |          | معركة مرج دابق. هزم سليم الأول قانصوه الغوري سلطان مماليك مصر الذي قتل في المعركة. فأصبح الشام تحت الحكم العثماني.                            |
| 1517      |          | معركة الريدانية؛ هزم سليم الأول طومان باي سلطان مماليك مصر. فأصبحت مصر تحت الحكم العثماني. وأعطي لسليم الأول لقب الخليفة.                     |
| 1519      |          | وافق خير الدين بربروسا حاكم معظم الجزائر، على أن يصبح واليًا إقليميًا في ظل العثمانيين.                                                         |
| 1520      |          | بدأ عهد سليمان القانوني. |
| 1521      |          | احتل سليمان القانوني بلغراد. |
| 1522      |          | فتح جزيرة رودس. |
| 1526      |          | معركة موهاج، انتصار العثمانيين ومقتل لويس الثاني ملك المجر وانهيار مملكة المجر.                                                               |
| 1529      |          | قاد سليمان القانوني حصار فيينا. |
| 1534-1533 |          | قاد السلطان سليمان حملة العراق ضد الصفويين وضم بغداد.                                                                                         |
| 1538      |          | هزيمة العصبة المقدسة البحرية في معركة بروزة.                                                                                                  |
| 1541      |          | احتلال بودا وتأسيس الحكم العثماني على المجر.                                                                                                  |
| 1550      |          | سلطنة الحريم |
| 1551      |          | الاستحواذ على طرابلس الغرب بعد حصارها. |
| 1566      | 6 سبتمبر | وفاة سليمان القانوني خلال حصار سيكتوار، واعتلاء سليم الثاني العرش.                                                                            |
| 1569      |          | اندلاع حريق إسطنبول الكبير. |
| 1570      |          | أكمل بياله باشا فتح قبرص بعد نجاح حصار فاماغوستا.                                                                                             |
| 1571      |          | معركة ليبانت. وانتصار العصبة المقدسة على العثمانيين.                                                                                          |
| 1574      |          | فتح تونس، ووفاة سليم الثاني واعتلاء مراد الثالث الحكم.                                                                                        |
| 1578      |          | الحرب العثمانية الصفوية (1578–1590) واحتلال تبليسي ومعظم جورجيا.                                                                              |
| 1590      |          | معاهدة اسطنبول بين العثمانيين والصفويين؛ فأضحت جورجيا وأذربيجان وأرمينيا وغرب إيران تحت الحكم العثماني. فبلغ العثمانيون أقصى امتداد لهم شرقًا. |

## القرن 17
| السنة | التاريخ   | الحدث |
| ----- | --------- | --- |
| 1610  |           | سحق مراد باشا القويوجي ثورات الجلالية [الإنجليزية] العلوية، وقد عانى التركمان من ذلك.                                        |
| 1612  |           | معاهدة نصوح باشا بين الدولة العثمانية والدولة الصفوية. تخلى العثمانيون عن جميع المكاسب التي حققوها في معاهدة إسطنبول (1590). |
| 1615  |           | صادقت معاهدة سراف تصدق على معاهدة نصوح باشا.                                                                                 |
| 1683  | 12 سبتمبر | معركة فيينا وهزيمة العثمانيين.                                                                                               |
| 1686  |           | خسارة بودا لصالح هابسبورغ النمساوية.                                                                                         |
| 1687  |           | خلع محمد الرابع. |
| 1699  |           | تنازل العثمانيون عن معظم المجر إلى النمسا بموجب معاهدة كارلوفجة.                                                             |

## القرن 18
| السنة | التاريخ                     | الحدث                                                                  |
| ----- | --------------------------- | ---------------------------------------------------------------------- |
| 1718  |                             | التوقيع على معاهدة باساروفجا.                                          |
| 1718  | بدء عصر الخزامى (حتى 1730). |                                                                        |
| 1729  |                             | أول مطبعة باللغة التركية لإبراهيم متفرقة.                              |
| 1730  |                             | ثورة باترونا خليل [الإنجليزية] التي أنهت عصر الخزامى وخلع أحمد الثالث. |
| 1739  |                             | انهت معاهدة بلجراد الحرب الروسية التركية.                              |
| 1774  |                             | التوقيع على معاهدة كيتشوك كاينارجي.                                    |
| 1795  |                             | أول صحيفة في الدولة العثمانية بالفرنسية (Bulletin de Nouvelles).       |

## القرن 19
| السنة     | التاريخ   | الحدث |
| --------- | --------- | --- |
| 1807      | مايو      | ثورة مصطفى كبابجي [الإنجليزية]: خلع السلطان الإصلاحي سليم الثالث وتعيين مصطفى الرابع. |
| 1808      | 21 يوليو  | أجهض الصدر الأعظم علمدار مصطفى باشا الثورة. إلا أن سليم الثالث كان قد توفي، فعين محمود الثاني سلطانًا. |
| 1813      | 23 أبريل  | الانتفاضة الصربية الثانية، ثورة الصرب. |
| 1821      |           | بدء حرب الاستقلال اليونانية. |
| 1826      | 15 يونيو  | الواقعة الخيرية: تم تفكيك الإنكشارية الذي يعود تاريخه إلى قرون بعد تمرده ضد محمود الثاني، وتشكيل جيش بنظام حديث.                                                                                           |
| 1830      |           | قامت فرنسا بغزو الجزائر. |
| 1831      | 11 نوفمبر | تقويم وقايع: أول صحيفة رسمية باللغة التركية. |
| 1832      | 21 يوليو  | حرب الاستقلال اليونانية: إضفاء الطابع الرسمي على سيادة اليونان. |
| 1831–1833 |           | الحرب المصرية العثمانية. |
| 1838      |           | فتحت المعاهدة الأنجلو-عثمانية أبواب السلطنة للتجارة الحرة مع الدول الأوروبية. |
| 1839      |           | حقبة التنظيمات العثمانية. |
| 1853      | 4 أكتوبر  | بدأت حرب القرم مع روسيا، على الرغم من انضمام بريطانيا وفرنسا وسردينيا إلى الجانب العثماني، إلا ان الحرب أثبتت مدى تخلف الجيش العثماني.                                                                     |
| 1860      | 21 أكتوبر | اصدار أول صحيفة خاصة باللغة التركية عن آغا أفندي وهي (ترجمان أحوال). |
| 1862      | 5 فبراير  | قيام دولة رومانية متمتعة بالحكم الذاتي. |
| 1875      | 30 أكتوبر | تخلف العثمانيون عن سداد دينهم العام، بعد أن أبرموا عقود قروض لأول مرة مع دائنيهم الأوروبيين بعد وقت قصير من بداية حرب القرم.                                                                               |
| 1876      | 23 ديسمبر | افتتح مؤتمر القسطنطينية 1876-1877، الذي أنهى إصلاحات التنظيمات بعد إفلاس السلطنة. |
| 1877      | 24 أبريل  | اندلاع الحرب الروسية العثمانية (1877–1878). |
| 1878      | 3 مارس    | الحرب الروسية التركية (1877-1878): اعترفت معاهدة سان ستيفانو باستقلال رومانيا والصرب، بالإضافة إلى إقامة إمارة بلغارية مستقلة تحت الحماية العثمانية الاسمية. احتلال النمسا-المجر البوسنة حسب اجتماع برلين. |
| 1878      | 4 يونيو   | احتلت بريطانيا قبرص. |
| 1881      |           | ولادة مصطفى كمال أتاتورك. أصبحت تونس مستعمرة فرنسية. |
| 1882      |           | خضعت مصر للحماية البريطانية. |
| 1885      | 6 سبتمبر  | نقل إدارة الروملي الشرقية إلى الحكومة البلغارية. |
| 1894      |           | المجازر الحميدية حيث قتلت الكتائب الحميدية شبه النظامية ما بين 200,000 و 400,000 أرمني من أجل إعادة تأكيد القومية الإسلامية كإيديولوجية دولة.                                                              |

## القرن 20
| السنة | التاريخ                                                 | الحدث |
| ----- | ------------------------------------------------------- | --- |
| 1908  | 3 يوليو                                                 | ثورة تركيا الفتاة من نتائجها (المشروطية الثانية) |
| 1908  | 5 أكتوبر                                                | نالت بلغاريا كامل استقلالها. |
| 1908  | 7 أكتوبر                                                | الأزمة البوسنية بعد اعلان النمسا-المجر ضم البوسنة (شكليا فقط). |
| 1912  |                                                         | الحرب العثمانية الإيطالية: هزمت إيطاليا العثمانيين في حرب قصيرة، واستولت على ليبيا منهية الوجود العثماني الذي دام 340 عامًا في شمال إفريقيا. |
| 1912  | 28 نوفمبر                                               | حرب البلقان الأولى: أعلنت ألبانيا استقلالها. |
| 1913  | 17 مايو                                                 | حرب البلقان الأولى: تقريبًا أزيحت الدولة العثمانية من أوروبا، باستثناء اسطنبول وبعض الأرض التي تكفي للدفاع عنها. |
| 1913  |                                                         | الإبادة الجماعية لليونانيين التي استمرت إلى 1922. ويُعتقد أن ما يقرب من 750,000 من المسيحيين اليونانيين العثمانيين [الإنجليزية] قد قتلوا. |
| 1914  |                                                         | الإبادة الجماعية للآشوريين (سيفو) التي استمرت حتى 1924. ويُعتقد أن ما يقرب من 250,000 من المسيحيين الأشوريون قد قتلوا. |
| 1914  | 2 أغسطس                                                 | دخلت الدولة العثمانية في الحرب العالمية الأولى الحرب العالمية الأولى إلى جانب قوى المركز. تم ضم قبرص إلى بريطانيا. |
| 1915  | 18 مارس                                                 | حملة جاليبولي: تحت قيادة مصطفى كمال نجح الجيش العثماني في صد غزو بريطانيا للدردنيل في تركيا. |
| 1915  | 24 أبريل                                                | بدأت الدولة العثمانية بترحيل قسري للأرمن. |
| 1915  |                                                         | بدأ اضطهاد ما يقرب من 4,000,000 تركي من البلقان. وقد عانى معظمهم جراء ذلك أو قتل |
| 1923  | 29 أكتوبر                                               | اعلان استقلال تركيا. |
| 1923  | 29 أكتوبر                                               | انتخاب مصطفى كمال أتاتورك بالإجماع أول رئيس للجمهورية التركية بالاقتراع السري. |
| 1923  | 30 أكتوبر                                               | شكل عصمت إينونو أول حكومة لجمهورية تركيا. |
| 1924  |                                                         | تم وضع سياسة جديدة بتعيين الحكومة للأئمة. |
| 1924  | 3 مارس                                                  | إلغاء الخلافة العثمانية من قبل الجمعية الوطنية الكبرى |
| 1924  | 3 مارس                                                  | تم إقرار قانون اتحاد التربية والتعليم. |
| 1924  | 3 مارس                                                  | ألغيت وزارة الشؤون الدينية وجميع المدارس الدينية. |
| 1924  | 6 مارس                                                  | قاد عصمت إينونو الحكومة التركية الثانية. |
| 1924  | 8 أبريل                                                 | ألغيت المحاكم الدينية واستبدلت بالمحاكم المدنية. |
| 1924  | 20 أبريل                                                | الموافقة على الدستور الجديد. |
| 1924  | 26 أغسطس                                                | تأسيس بنك تركيا للأعمال (Türkiye İş Bankası). |
| 1924  | 30 أكتوبر                                               | طُلب من الجنرالات الذين كانوا أيضًا في البرلمان أن يختاروا إما المهنة العسكرية أو السياسة وليس كليهما. (يُعرف هذا الحدث باسم انتقادات الجنرالات). فقط رئيس الوزراء عصمت إينونو الذي احتفظ بلقب جنرال وبقى رئيسًا للوزراء. |
| 1924  | 17 نوفمبر                                               | تأسس ثاني حزب سياسي في تركيا وهو الحزب الجمهوري التقدمي. |
| 1924  | 22 نوفمبر                                               | الوزارة الثالثة بقيادة علي فتحي أوكيار. |
| 1925  | 11 فبراير                                               | اندلاع ثورة الشيخ سعيد في المحافظات الشرقية. |
| 1925  | 25 فبراير                                               | تم قبول قانون يفصل بين الدين والسياسة وتمريره في البرلمان. |
| 1925  | 4 مارس                                                  | الوزارة الرابعة بقيادة عصمت إينونو. |
| 1925  | 5 مايو                                                  | أُعدم أرمني يُدعى مانوك مانوكيان في أنقرة بتهمة التخطيط لمحاولة اغتيال مصطفى كمال. |
| 1925  | 3 يونيو                                                 | تم إغلاق وإلغاء الحزب الجمهوري التقدمي بزعم استغلال الدين لأغراض سياسية. وظل حزب الشعب الجمهوري للنخبة الحاكمة هو المنظمة السياسية الوحيدة في البلاد. وفقًا لقانون "Takrir-i Sukun" فقد حظرت جميع الصحف المعارضة وإغلقت إلى أجل غير مسمى، وأصبحت الجمهورية التركية واحدة من أوائل الديكتاتوريات الحديثة في أوروبا. |
| 1925  | 29 يونيو                                                | حكم على الشيخ سعيد وأتباعه البالغ عددهم 46 بالإعدام في ديار بكر. |
| 1925  | 27 أغسطس                                                | جاء مصطفى كمال (أتاتورك) إلى قسطموني لبدء ثورة القبعة. |
| 1925  | 1 سبتمبر                                                | انعقاد أول مؤتمر طبي تركي. |
| 1925  | 4 سبتمبر                                                | دخلت النساء التركيات مسابقات الجمال لأول مرة. |
| 1925  | 1 أكتوبر                                                | افتتح أتاتورك مصنع نسيج في بورصة. |
| 1925  | 5 نوفمبر                                                | تم افتتاح مدرسة الحقوق في أنقرة (ثم كلية الحقوق بجامعة أنقرة). |
| 1925  | 25 نوفمبر                                               | صدر "قانون القبعة" وإلغاء الزي الديني. |
| 1925  | 26 ديسمبر                                               | صدر قانون ألغى التقويم القمري لصالح التقويم الدولي. |
| 1926  | 17 فبراير                                               | تم قبول القانون المدني التركي على أساس القانون المدني السويسري. منح القانون حقوق مدنية موسعة للنساء وحظر تعدد الزوجات. |
| 1926  | 1 مارس                                                  | تم وضع قانون جنائي تركي على أساس القانون الجنائي الإيطالي.. |
| 1926  | 17 مارس                                                 | صدر قانون لتأميم صناعة الحديد. |
| 1926  | 24 مارس                                                 | صدر قانون لتأميم صناعة البترول. |
| 1927  | 7 مارس                                                  | ألغيت محاكم الاستقلال الاستثنائية. |
| 1927  | 15 أكتوبر                                               | بدأ أتاتورك خطابه المسمى نطق. |
| 1927  | 15 أكتوبر                                               | انعقد المؤتمر الوطني الثاني لحزب حزب الشعب الجمهوري. |
| 1927  | 20 أكتوبر                                               | انتهاء خطاب النطق. |
| 1927  | 28 أكتوبر                                               | أول تعداد سكاني لتركيا، فأحصى السكان بحوالي ثلاثة عشر ونصف مليون نسمة. |
| 1927  | 27 نوفمبر                                               | الوزارة الخامسة بقيادة عصمت إينونو. |
| 1927  | 25 ديسمبر                                               | ثريا أغا أوغلو أول محامية تركية تعمل في تلك المهنة. |
| 1928  | 10 أبريل                                                | تم حذف فقرة "الإسلام هو الدين الرسمي لتركيا" من الدستور. |
| 1928  | 19 مايو                                                 | إقرار قانون بإنشاء مدرسة الهندسة. |
| 1928  | 1 نوفمبر                                                | تم قبول الأبجدية التركية جديدة باستخدام الحروف اللاتينية. |
| 1929  | 3 أبريل                                                 | مكن قانون بلدي جديد النساء من دخول الانتخابات البلدية ناخبات ومرشحات. |
| 1929  | 29 أبريل                                                | تم تعيين أول قاضيات أتراك. |
| 1929  | 13 مايو                                                 | أقر البرلمان قانون التجارة. |
| 1929  | 1 سبتمبر                                                | ألغاء التعليم باللغة العربية والفارسية وابقاء اللغة التركية فقط. |
| 1930  | 11 يونيو                                                | إقرار قانون بإنشاء البنك المركزي للجمهورية التركية. |
| 1930  | 12 أغسطس                                                | تأسس الحزب الجمهوري الليبرالي، ثالث حزب في الجمهورية. |
| 1930  | 27 سبتمبر                                               | الوزارة السادسة لعصمت إينونو. |
| 1930  | 27 أكتوبر                                               | استقبل أتاتورك في أنقرة رئيس الوزراء اليوناني فينيزيلوس. |
| 1930  | 17 نوفمبر                                               | بعد أن تزعمت الجماعات الدينية المتشددة الحزب الجمهوري الليبرالي، قرر زعيمه فتحي أوكيار إغلاقه. |
| 1930  | 30 ديسمبر                                               | انتفاضة للنقشبندية [الإنجليزية] في مينمين قتل فيها الملازم مصطفى فهمي كوبلاي في الجيش التركي. |
| 1931  | 16 مارس                                                 | أول طبيبة تركية، نالت الدكتورة سوات على تخصصها. |
| 1931  | 26 مارس                                                 | تمت الموافقة على قانون القياسات وإلغاء وحدات قياس الطول والوزن العربية السابقة واستبدالها بالنظام المتري (كيلوغرام بدلاً من أوقية، ومتر بدلاً من ذراع، وغيرها). |
| 1931  | 20 أبريل                                                | أعلن أتاتورك تاريخيًا شعار:«السلام في الوطن، السلام في العالم» |
| 1931  | 4 مايو                                                  | الوزارة السابعة لعصمت إينونو |
| 1931  | 25 يوليو                                                | إقرار قانون جديد للصحافة. |
| 1932  | 18 يوليو                                                | انضمت تركيا إلى عصبة الأمم. |
| 1932  | 31 يوليو                                                | تم إعلان التركية كاريمان خالص إيس ملكة الجمال الدولية في مسابقة في بلجيكا. |
| 1932  | 13 نوفمبر                                               | أصبحت الدكتورة مفيدة كاظم أول طبيبة حكومية تركية. |
| 1932  | 12 ديسمبر                                               | أصبحت عادلة عايدة أول امرأة تركية تعمل في وزارة الخارجية. |
| 1933  | 7 فبراير                                                | بدأت في مساجد اسطنبول أول صلاة باللغة التركية. |
| 1933  | 31 مايو                                                 | إلغاء دار الفنون العثمانية البالغ من العمر 480 عامًا، ليتم تحويلها إلى جامعة إسطنبول. |
| 1933  | يونيو                                                   | إنشاء بنكي سومر وخلق. |
| 1933  | 26 أكتوبر                                               | منحت المرأة التركية حق التصويت والترشح لمجالس القرى. |
| 1933  | 18 نوفمبر                                               | افتتاح جامعة إسطنبول. |
| 1933  | 1 ديسمبر                                                | أول خطة تنموية خمسية يتم الموافقة عليها. |
| 1934  | 21 يونيو                                                | تم قبول قانون اللقب، وإلغاء الألقاب السابقة لبك وأفندي وباشا وسلطان وهانم اعتبارًا من 26 نوفمبر. |
| 1934  | 24 نوفمبر                                               | اتخذ مصطفى كمال باشا لقب أتاتورك. |
| 1934  | 24 نوفمبر                                               | تم تحويل مسجد آيا صوفيا إلى متحف آيا صوفيا (آيا صوفيا). |
| 1934  | 5 ديسمبر                                                | منحت المرأة التركية حق التصويت والترشح في الانتخابات البرلمانية التركية. (وبعدها في الانتخابات الأولى، نجحت 18 امرأة في الجمعية الوطنية التركية الكبرى). |
| 1935  | 1 مارس                                                  | الوزارة الثامنة لعصمت إينونو. |
| 1936  | 29 مايو                                                 | تمت الموافقة على قانون يحدد حجم ونسب النجم والهلال في العلم التركي. |
| 1936  | 8 يونيو                                                 | تم قبول قانون العمل الذي مثل الخطوة الأولى نحو نظام الضمان الاجتماعي التركي. |
| 1937  | 27 يناير                                                | قبلت عصبة الأمم استقلال خطاي في اجتماعها في جنيف. |
| 1937  | 9 يونيو                                                 | تم قبول قانون إنشاء كلية الطب في أنقرة. |
| 1937  | 20 سبتمبر                                               | افتتح أتاتورك أول معرض فني في مقر إقامته بقصر دولما بهجة. |
| 1937  | 9 أكتوبر                                                | افتتح أتاتورك مصنع نازلي للأقمشة المطبوعة. |
| 1937  | 25 أكتوبر                                               | الحكومة التاسعة لجلال بايار وزير الاقتصاد الأسبق. |
|       |                                                         | تمرد درسيم في 1937-1938: قمع الحكومة الثورة بقسوة. |
| 1938  | 10 نوفمبر                                               | وفاة أتاتورك، وخلفه رئيس الوزراء السابق والجنرال عصمت إينونو. منح لنفسه لقب «قائد الأمة» أو (الرئيس الوطني) على غرار ألقاب بعض الديكتاتوريين الآخرين في أوروبا في ذلك الوقت. |
| 1939  |                                                         | بدأت الحرب العالمية الثانية: وظلت تركيا محايدة طوال الحرب، حتى إعلان الحرب ضد ألمانيا في نهايتها. |
| 1939  | 7 يوليو                                                 | انضمت دولة خطاي إلى الجمهورية التركية. |
| 1950  | 14 مايو                                                 | أول انتخابات ديمقراطية في الجمهورية التركية. خسر الجنرال عصمت إينونو وحزبه الجمهوري الذي حكم البلاد منذ 1923 الانتخابات أمام الحزب الديمقراطي المشكل حديثًا بزعامة جلال بايار وعدنان مندريس. |
| 1950  | 25 يونيو                                                | بدء الحرب الكورية: كانت تركيا جزءًا من عملية الأمم المتحدة المشتركة. |
| 1950  | مفيدة إلخان رئيسة بلدية مرسين. أول امرأة عمدة في تركيا. | |
| 1952  |                                                         | أصبحت تركيا دولة عضو في الناتو ذات أهمية استراتيجية في مواجهة النفوذ السوفيتي. |
| 1953  | 27 يوليو                                                | انتهاء الحرب الكورية. |
| 1954  |                                                         | بدأت تركيا في استضافة القوات الجوية الأمريكية في قاعدة إنجرليك الجوية لتكون رادع للاتحاد السوفيتي. |
| 1955  | 6 سبتمبر                                                | أحداث 6 - 7 سبتمبر في إسطنبول: بدأت أعمال الشغب في اسطنبول بطرد العديد من اليونانيين والمسيحيين من تركيا. |
| 1955  | 7 سبتمبر                                                | أحداث 6 - 7 سبتمبر في إسطنبول: انتهاء أعمال الشغب. |
| 1960  | 27 مايو                                                 | الانقلاب العسكري التركي حيث شكل 38 من ضباط الجيش مجلسًا عسكريًا بعد نجاح الانقلاب. وادعوا أن الإسلاميين قد ازداد نفوذهم في الحكومة. بعد هذا الصدام حول «فصل الدين عن الدولة / الحكومة» بين حزب الشعب الجمهوري المعارض بزعامة إينونو وخصومه الرئيس المنتخب ديمقراطياً جلال بايار ورئيس الوزراء عدنان مندريس من الحزب الديمقراطي، وحملت محكمة الكنغر التي اختارتها المجلس العسكري رئيس الوزراء عدنان مندريس المسؤولية. وأعدم مع اثنين من وزرائه. وبعد شهر أعيدت السلطة الإدارية للمدنيين الذين اختارهم الانقلاب. |
| 1965  | 14 أكتوبر                                               | سلم العسكر الدولة للحكم المدني، فخسر زعيم الأمة السابق عصمت إينونو مرة أخرى في انتخابات نزيهة أمام حزب العدالة بزعامة سليمان دميرل. |
| 1971  | 12 مارس                                                 | الانقلاب العسكري التركي أو انقلاب المذكرة، حيث أجبر رئيس الأركان التركي ممدوح تاجماك الحكومة على الاستقالة، بسبب الوضع الفوضوي المتزايد الناجم عن صدام اليمين (الفاشي / الرأسمالي) واليسار (الشيوعي) والسياسات غير الفعالة في الحفاظ على النظام. |
| 1974  |                                                         | غزت تركيا قبرص رداً على الانقلاب المدعوم من اليونان في الجزيرة. |
| 1980  | 12 سبتمبر                                               | نجاح انقلاب 1980 الأكثر دموية في تاريخ تركيا. وطبقت فيه الأحكام العرفية على الفور، وحشدت ربع الجيش (حوالي 475000) للقضاء على مقاومة الانقلاب. |
| 1983  | 6 نوفمبر                                                | حل النظام العسكري نفسه بعد المصادقة على دستور 1982 الجديد. |
| 1991  |                                                         | بعد انتهاء حرب الخليج 1991، فرضت قاعدة إنجرليك الجوية مناطق حظر الطيران العراقية في الشمال. |
| 1999  | 24 مارس                                                 | حرب كوسوفو: تدخّل الناتو في البلقان لإنهاء حرب أهلية في المنطقة. وتركيا هي جزء من المهمة. |
| 1999  | 10 يونيو                                                | انتهاء حرب كوسوفو. |

## القرن 21
| السنة | التاريخ   | الحدث |
| ----- | --------- | --- |
| 2002  | يونيو     | تولت تركيا قيادة قوة المساعدة الأمنية الدولية (إيساف) في أفغانستان.                                                                          |
| 2003  | فبراير    | تخلت تركيا عن قيادة القوة الدولية للمساعدة الأمنية (إيساف).                                                                                  |
| 2004  | 17 ديسمبر | وافق الاتحاد الأوروبي على بدء المفاوضات بشأن انضمام تركيا.                                                                                   |
| 2005  | 14 فبراير | تولت تركيا قيادة قوة المساعدة الأمنية الدولية في أفغانستان للمرة الثانية.                                                                    |
| 2005  | 3 أكتوبر  | بدأ الاتحاد الأوروبي محادثات الانضمام إليها مع تركيا. ولم تبدأ المحادثات في الوقت المطلوب بسبب الخلافات.                                     |
| 2011  | 24 مارس   | أعطت تركيا لحلف شمال الأطلسي الضوء الأخضر وسمحت لإزمير بأن تصبح مركز قيادة عملية للإطاحة بنظام معمر القذافي في ليبيا.                        |
| 2013  | 17 ديسمبر | فشلت فضيحة فساد للإطاحة بحزب العدالة والتنمية الحاكم.                                                                                        |
| 2014  |           | بدأت تركيا في تصميم وتصنيع دباباتها الوطنية ألتاي والمروحية تي-129 والدرون تي إيه أي أنكا لأول مرة.                                          |
| 2014  | 30 مارس   | أظهرت نتائج الانتخابات المحلية بفوز ساحق لحزب العدالة والتنمية الحاكم خاصة في موطن الأناضول الأم.                                            |
| 2014  | 28 أغسطس  | تم اختيار رئيس الوزراء رجب طيب أردوغان ليكون أول رئيس منتخب للأمة.                                                                           |
| 2016  | 15 يوليو  | محاولة انقلاب فاشلة، تلتها عمليات قمع وتطهير. أكثر من 80,000 معتقل أو محتجز، و150,000 مفصول (ما يقرب من 10٪ من موظفي الدولة).                |
| 2017  | 1 يناير   | إطلاق نار على ملهى ليلي في اسطنبول - قُتل ما لا يقل عن 39 شخصًا وأصيب 69 شخصًا في ملهى رينا الليلي في بشكطاش اسطنبول.                           |
| 2018  | 19 يناير  | شنت القوات المسلحة التركية عملية غصن الزيتون البرية والجوية شمال غربي سوريا، واستولت على مناطق واسعة كانت تحت سيطرة الأكراد.                 |
| 2018  | 12 يونيو  | افتتح رؤساء أذربيجان وتركيا وجورجيا خط أنابيب الغاز عبر الأناضول في وسط مدينة إسكي شهر بتركيا بمشاركة بترو بوروشنكو وألكسندر فوتشيتش.        |
| 2018  | 24 يونيو  | أجريت الانتخابات الرئاسية والبرلمانية. |
| 2018  | 19 أكتوبر | افتتاح مصفاة ستار في عليغا إزمير تركيا. |
| 2019  | 9 أكتوبر  | بدء عملية نبع السلام |
| 2020  | 6 يناير   | افتتاح مبنى جهاز الاستخبارات الوطنية الجديد في إتيمسكوت بمحافظة أنقرة.                                                                       |
| 2020  | 7 يناير   | وقعت تركيا اتفاقية ترسيم الحدود البحرية التركية الليبية مع ليبيا.                                                                            |
| 2020  | 11 مارس   | أكدت تركيا أول حالة إصابة بـ COVID-19، والتي نتجت عن SARS-CoV-2. تبع ذلك سريعًا ظهور سريع لتفشي COVID-19 في البلاد، والذي استمر حتى يومنا هذا |

## وصلات خارجية
- "Turkey Profile: Timeline". BBC News. مؤرشف من الأصل في 2023-06-04.
- "Timeline: Turkey". Discoverislamicart.org. Vienna: متحف بلا حدود. مؤرشف من الأصل في 2023-06-04.